# Bertrand Marchand
Bertrand Marchand (ur. 27 kwietnia 1953 w Dinan, zm. 26 sierpnia 2023) – francuski trener i piłkarz. W czasie swojej kariery piłkarskiej występował w takich klubach jak Stade Rennais, Montmorillon i Thouars Foot 79. Po zakończeniu kariery został trenerem i samodzielnie prowadził takie kluby jak Thouars Foot 79, En Avant Guingamp, Club Africain Tunis, Étoile Sportive du Sahel i Al-Khor.